# Різдво в Румунії
Різдво є головним щорічним святом Румунії, як і в більшості християнських країн. Різдво в Румунії було запроваджене з приходом християнства.

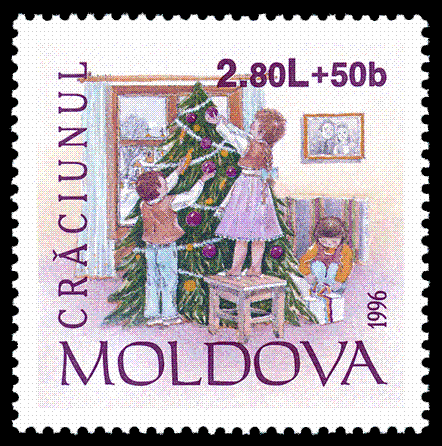
Різдвяна поштова марка

Свято Різдва Христового відзначається 25 грудня і продовжується ще двома православними святами 26 і 27 грудня.
Старий звичай румунів у селах деяких районів країни, наприклад, в Олтенії, полягав у тому, що на Святвечір господарі прокидалися рано вранці, розводили вогонь у печі та гілочкою з дерево в саду вуглинка стоїть біля отвору печі і каже: "Доброго ранку, Єво! /Як той, що прийшов у добру годину /Щоб привів нам: жирних і жирних свиней /І здорових людей; /Корови з телятами, вівці з ягнятами, свиноматки з поросятами, курчата з курчатами, кури з яйцями… і так далі, продовжувалося тим, що хотіли мати господарі, так що в кінці було сказано: "Далі. року і з днем народження!
Спів колядок є дуже важливою частиною різдвяних свят у Румунії. У перший день Різдва багато колядників ходять засніженими вулицями міст і сіл, тримаючи в руках зірку з картону та паперу з намальованими на ній біблійними сюжетами та співаючи колядки.
Традиція в Румунії вимагає, щоб діти ходили від дому до дому, співаючи колядки та розповідаючи вірші чи легенди протягом усього Різдвяного періоду. Ведучий несе з собою дерев'яну зірку, обклеєну фольгою та прикрашену дзвіночками та різнокольоровими стрічками. До центру зірки приклеюється зображення Святого Сімейства, а все творіння прикріплюється до мітли або міцної палиці.

## Християнська колядка

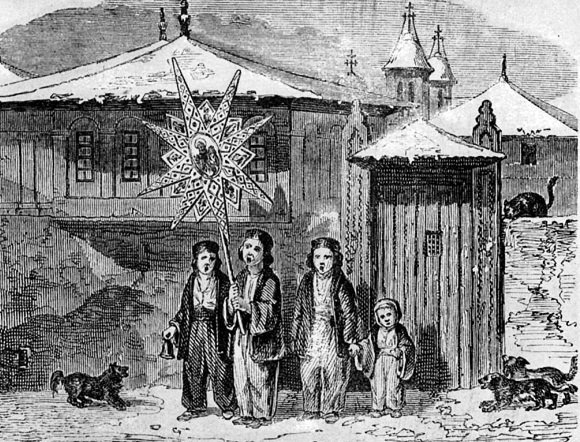
Колядники в Бухаресті, 1842 рік.

На найбільш очікуване свято в грудні, Різдво, румуни так само звернулися до традицій, вміючи сприймати і новіші звичаї. Зустрічане з радістю, народження Спасителя також приносить із собою низку дуже давніх звичаїв, які святкували зимове сонцестояння, момент, коли природа дає надію на те, що вона відродиться.
Звичай колядувати включав не лише пісні та ритуальні жести, а й численні послання та символи давньої румунської духовності. Його іноді пов'язували зі святкуванням великої християнської події — народження Ісуса Христа. Колядники співають «зоряні пісні» (або християнські колядки), які мають за сюжет Різдво Христове. На Святвечір увечері в усіх селах країни починаються колядування. Діти із зіркою сповіщають про Різдво Господнє і з радістю зустрічають господарі, нагороджуючи їх яблуками, горіхами та печивом.
У Марамарощині ті, хто колядує, є людьми у всій своїй натурі. Звичай — обходити кожну хату, а потім із господарями, які їх зустрічали, продовжувати колядувати. Різдвяний піст закінчився і всі бажаючі можуть поласувати обрядовими стравами: стравами зі свинини, сармале, пиріжками та тістечками, пиріжками та вином. Три святкові дні Різдва приносять у домівки мир і спокій. Існує також період кулінарного та духовного посту перед Різдвом, який триває шість тижнів і закінчується Святвечором. Напередодні Різдва існує звичай прикрашати ялинку в хаті чи на подвір'ї різними кульками, мішурою чи шоколадними цукерками, які називають салонами. Три дні Різдва — 25, 26 і 27 грудня. У ці святкові дні дотримуються багатосотлітніх традицій. Колядування — один із таких звичаїв. І гурти дітей, і гурти дорослих збираються разом і ходять колядувати до сусідів чи до чужих хат. Тоді співається «Які чудові новини», дуже давня і дуже популярна в народі пісня, а також «Красна ялинка». При цьому колядників частують стравами (домашнім печивом) або грошима. Люди слов'янського походження в Румунії також святкують Різдво 7 січня, тому що фактично їхнє Різдво припадає на цей день через два тижні після румунського, православного Різдва.

## Прикрашання ялинки
Новорічна ялинка, якою ми її знаємо сьогодні, прикрашена кулями, що відбивають блискуче світло свічок або електроінсталяції, не завжди прикрашалася таким чином.
Хоча в Європі його дохристиянське походження ніхто вже не заперечує, думки розділилися: одні бачать у ньому зображення «світового дерева», інші вважають його прямим посиланням на «райське дерево», прикрашене яскравими червоними яблуками, що нагадує про гріхи, вчинені першими людьми, до їх вигнання з неба.
До XV століття зелені гілочки, якими прикрашали будинки з нагоди Різдва, а також подарунки, які люди дарували один одному, вважалися язичницькими традиціями. Але незабаром на їхньому місці буде використано ціле дерево.
Згідно з документами, в 1605 році в Страсбурзі на площі була встановлена перша ялинка. На ньому ще не було свічок і він був прикрашений червоними яблуками. У 1611 році у Вроцлаві герцогиня Доротея Сібілла фон Шлезієн прикрашає першу ялинку, яку ми знаємо сьогодні.
Після 1878 року тюрінгські посріблені скляні різдвяні прикраси (глобуси) набували все більшого успіху, тому ця суто німецька традиція завоювала весь світ, будучи прийнятою всюди, чи то в країнах Азії, Африки, Північної Америки, Південної чи Австралії.
В кінці ХІХ століття в німецьких салонах свято було немислимим без прикрашеної і сяючої ялинки. У 1776 році завдяки німецьким солдатам, які разом з англійцями брали участь у війні за незалежність, традиція різдвяної ялинки дійшла до Сполучених Штатів, а в 1880 році вона підкорила Білий дім.
У Румунію звичай ялинки увійшов разом із німецьким впливом, коли перші румунські студенти почали навчатися в університетах Берліна чи Відня, а також при королівському дворі династії Гогенцоллернів, яка прибула до Румунії в 1866 році, де князі та принцеси почали прикрашати різдвяну ялинку, цю звичку негайно наслідувала бухарестська протипендада. Німецька різдвяна пісня «O Tannenbaum» на слова Мельхіора Франка, покладена на популярну мелодію з Сілезії XVI століття, стає румунською «O ялиночко», а звичай прикрашати ялинку проникає в усі румунські оселі.